# Roberto Iglesias Prieto
Roberto Iglesias Prieto (Ciudad de México, 3 de agosto de 1956) es un científico mexicano que se enfoca en el estudio de la fotobiología de corales, ecofisiología de la fotosíntesis en productores primarios arrecifales,y el efecto del cambio climático en los arrecifes coralinos,y la biología comparativa de la simbiosis entre algas microscópicas e invertebrados marinos; sin embargo, su investigación trasciende a trabajos multidisciplinarios que incluyen aspectos ecológicos, oceanográficos y socioeconómicos.

## Trayectoria
Es egresado de la Facultad de Ciencias de la UNAM, con maestría en Ciencias del Mar (Oceanografía Biológica y pesquería) CCH, UNAM; con estudios de doctorado en la Universidad de California en Santa Bárbara, donde también realizó un postdoctorado. 
Roberto Iglesias Prieto fue investigador por 20 años de la Unidad Académica de Sistemas Arrecifales del ICMYL, UNAM, en Puerto Morelos, Quintana Roo, y desde 2016 es Profesor en el Departamento de Biología de Penn State University, donde es el líder del laboratorio de ecofisiología de arrecifes coralinos.

## Producción académica
La producción del Roberto Iglesias Prieto se enfoca en generar conocimiento de frontera que ha resultado en avances en el conocimiento de los arrecifes coralinos. Hasta abril del 2022 ha publicado 124 artículos. en revistas indizadas entre las que destacan Science, Proceedings of the National Academy of Sciences, Current Biology, Proceedings of the Royal Society B, Limnology and Oceanography, entre muchas otras Su producción científica ha nivel mundial ha logrado 12,590 citas y un índice H de 43 citas en Google Scholar al 2022 Aunado a su producción académica, Roberto Iglesias Prieto también ha participado activamente a nivel nacional e internacional, para ayudar a la conservación de los arrecifes coralinos 
y ha sido un divulgador de la ciencia con múltiples presentaciones y entrevistas en medios de comunicación masiva que han servido para transmitir al público en general la problemática y retos que presentan los arrecifes coralinos.

## Premios y reconocimientos
En 2015 fue identificado en la Gaceta UNAM como el investigador con mayor número de citas en temas marinos a nivel nacional.
La organización Faculty of 1000 (F1000) reconoció uno de sus trabajos como el mejor en el campo de la biología publicado en el año 2005.

## Publicaciones destacadas
1. Hoegh-Guldberg, O, Mumby, PJ, Hooten, AJ, Steneck, RS, Greenfield, P, Gomez, E, Harvell, CD, Sale, PF, Edwards, AJ, Caldeira, K, Knowlton, N, Eakin, CM, Iglesias-Prieto, R, Muthiga, N, Bradbury, RH, Dubi, A and Hatziolos, ME (2007). Coral Reefs Under Rapid Climate Change and Ocean Acidification. Science 318(5857): 1737-1742. doi: 10.1126/science.1152509.
2. Iglesias-Prieto, R., Matta, J. L., Robins, W. A., and Trench, R. K. (1992). Photosynthetic response to elevated-temperature in the symbiotic dinoflagellate symbiodinium-microadriaticum in culture. Proc. Natl. Acad. Sci. U.S.A. 89, 10302–10305. doi: 10.1073/pnas.89.21.10302. doi: 10.1073/pnas.89.21.10302.
3. Iglesias-Prieto R, Beltrán VH, LaJeunesse TC, Reyes-Bonilla H, Thomé PE. Different algal symbionts explain the vertical distribution of dominant reef corals in the eastern Pacific. Proc Biol Sci. 2004 Aug 22;271(1549):1757-63. doi: 10.1098/rspb.2004.2757. PMID: 15306298; PMCID: PMC1691786. doi: 10.1098/rspb.2004.2757.
4. Enríquez S, Méndez ER, Iglesias-Prieto R (2005) Multiple scattering on coral skeletons enhances light absorption by symbiotic algae. Limnology and Oceanography 50: 1025–1032. doi: 10.4319/lo.2005.50.4.1025.
5. Iglesias-Prieto, R., and Trench, R. K. (1994). Acclimation and adaptation to irradiance in symbiotic dinoflagellates. I. Responses of the photosynthetic unit to changes in photon flux density. Mar. Ecol. Prog. Ser. Oldend. 113, 163–175